# Landtagswahlkreis Neuss II
Der Landtagswahlkreis Neuss II (Wahlkreis 51) war ein Wahlkreis für die Landtagswahlen in Nordrhein-Westfalen. Er umfasste vom Kreis Neuss die Stadt Dormagen und von der Kreisstadt Neuss die Kommunalwahlbezirke 17 Weckhoven-Ost, 18 Weckhoven-West, 22 Uedesheim, 24 Norf, 25 Derikum, 26 Neuenbaum/Rosellerheide, 27 Rosellen, 28 Hoisten, 29 Holzheim und 30 Grefrath/Holzheim-Nord. Der Wahlkreis wurde zur Landtagswahl 1980 in dieser Form neu eingerichtet, aber zur Landtagswahl 2005 wieder aufgelöst. Neuss bildet seitdem einen geschlossenen Wahlkreis, Dormagen gehört zum Wahlkreis Rhein-Kreis Neuss II. Dieser ist nicht mit Neuss II zu verwechseln, der neue Name ist auf die Umbenennung des Kreises Neuss in Rhein-Kreis Neuss zurückzuführen.

## Wahlkreissieger
| Wahl | Wahlkreissieger           |
| ---- | ------------------------- |
| 1980 | Peter-Olaf Hoffmann (CDU) |
| 1985 | Heinz Hilgers (SPD)       |
| 1990 | Heinz Hilgers (SPD)       |
| 1995 | Robert Krumbein (SPD)     |
| 2000 | Karl Kress (CDU)          |